# Hệ thống đường sắt công suất trung bình

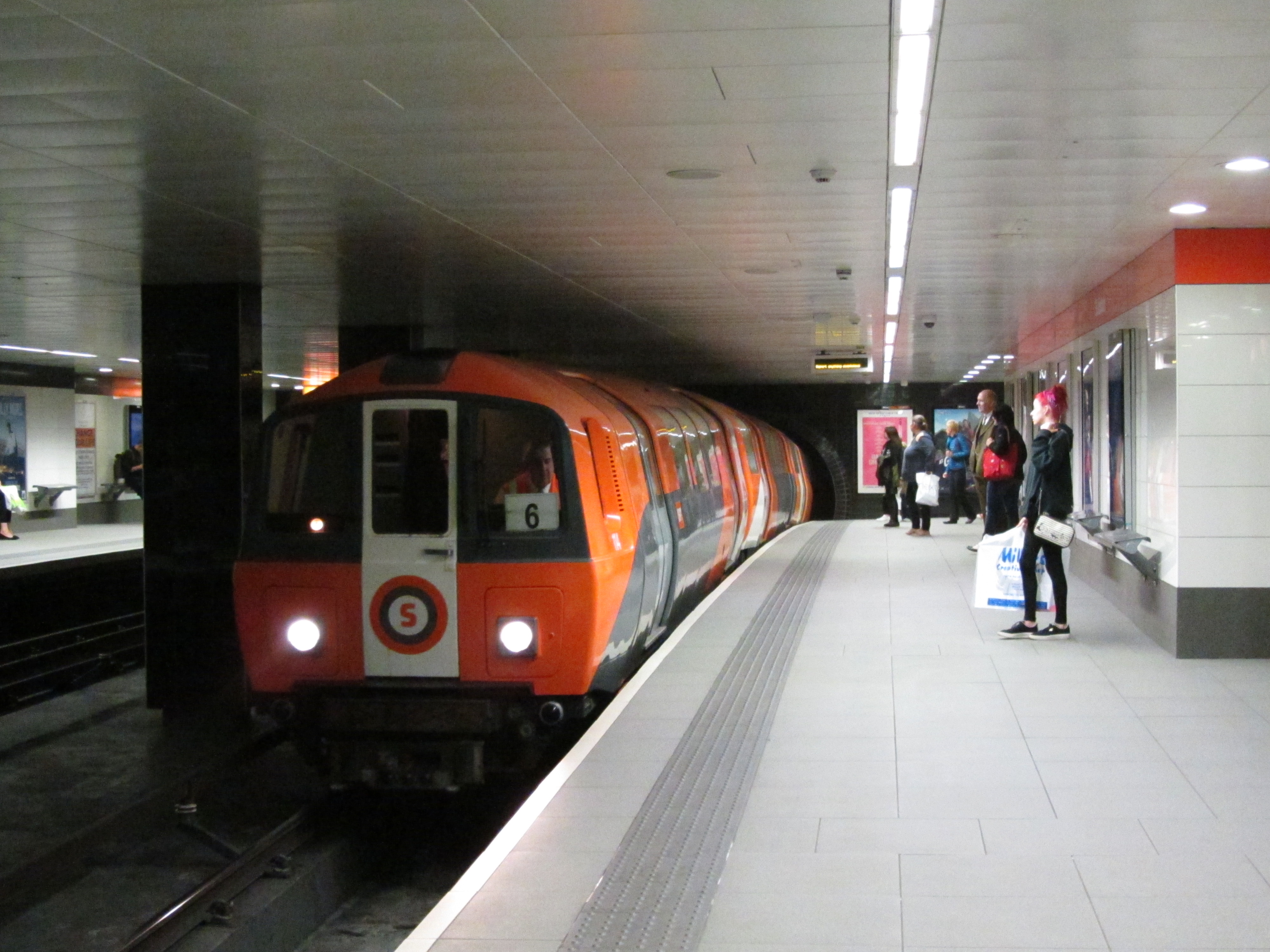
Tàu điện ngầm Glasgow

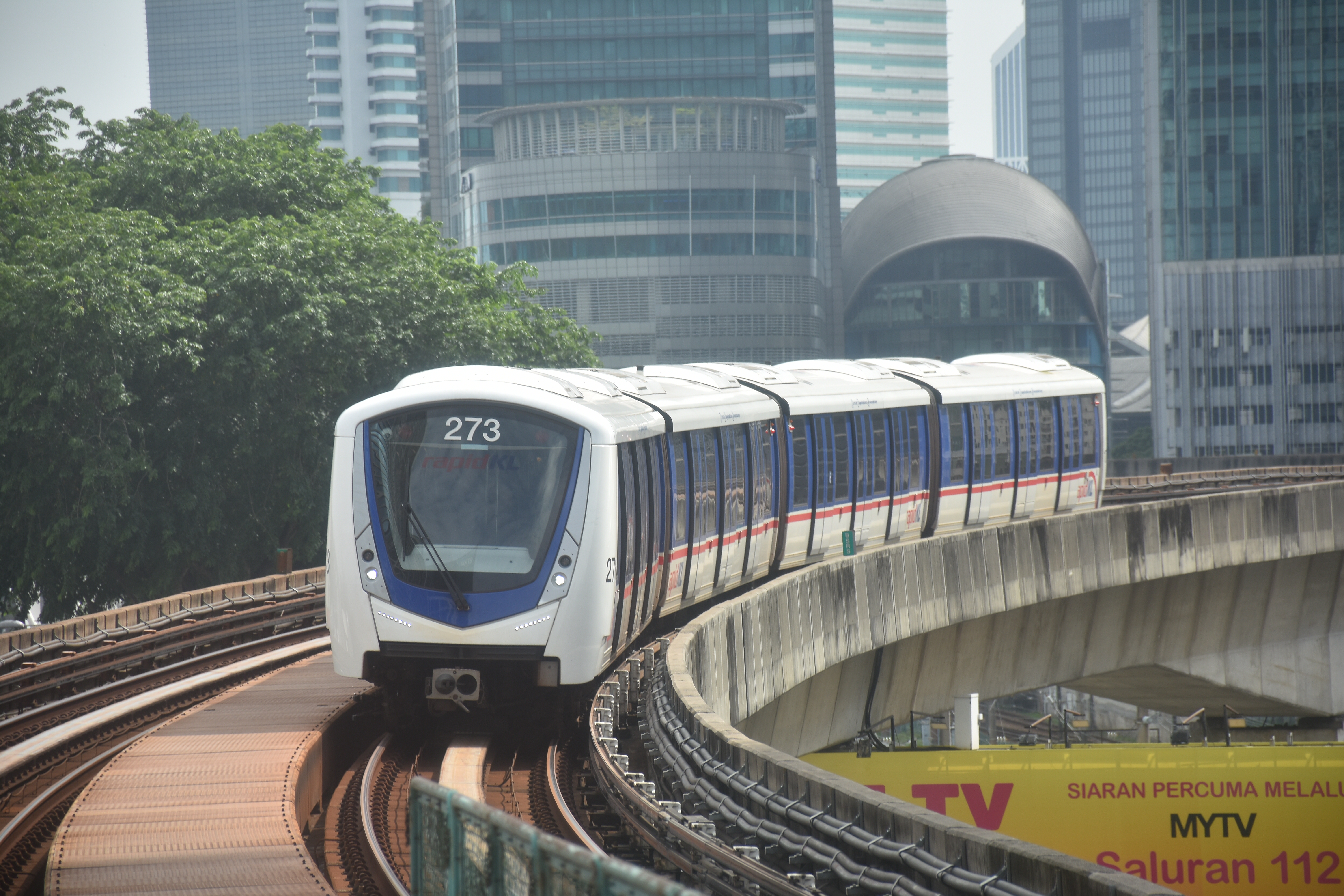
Rapid KL – Tuyến Kelana Jaya

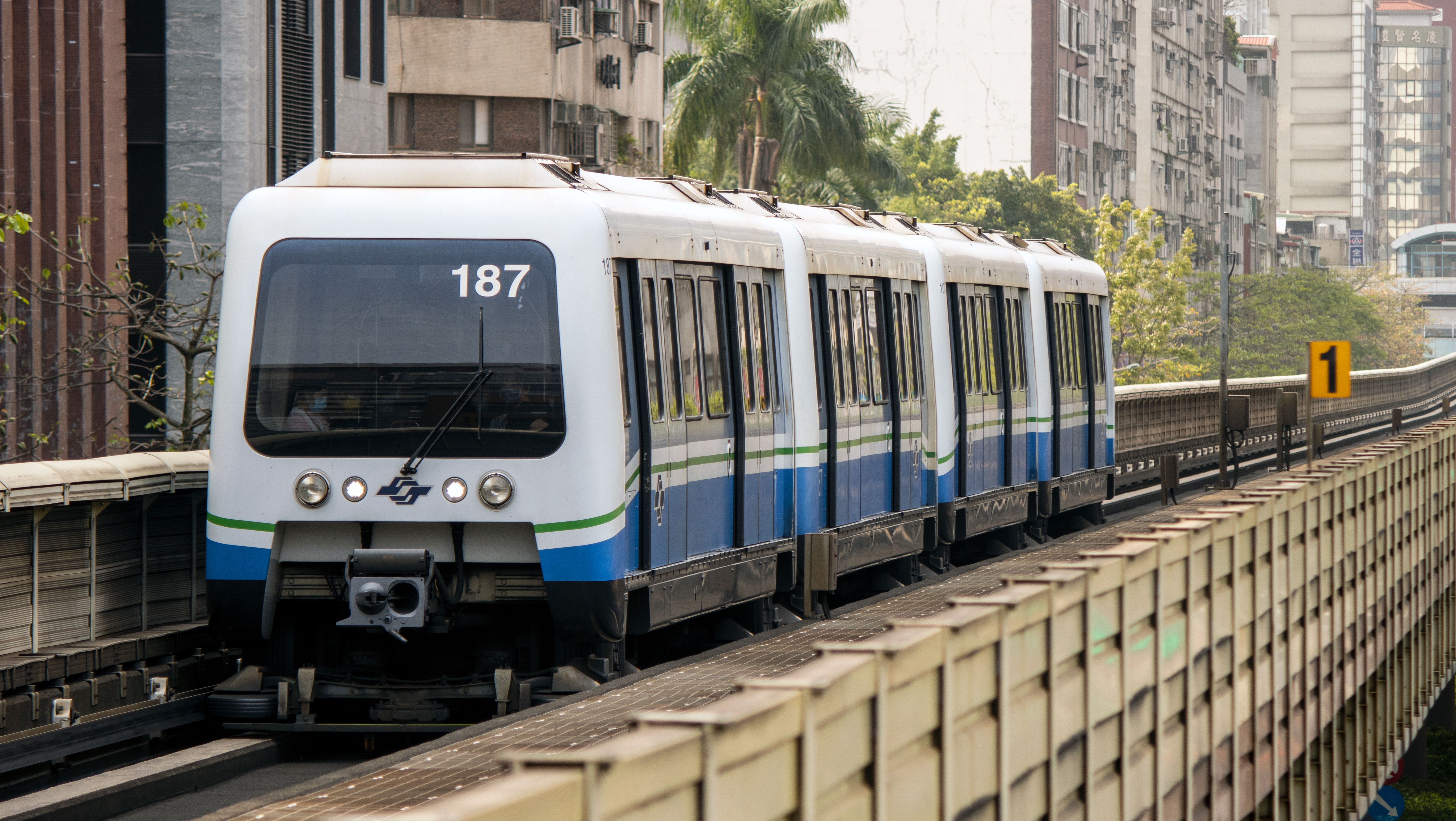
Tuyến Văn Hồ (Tuyến Nâu), Đường sắt đô thị Đài Bắc

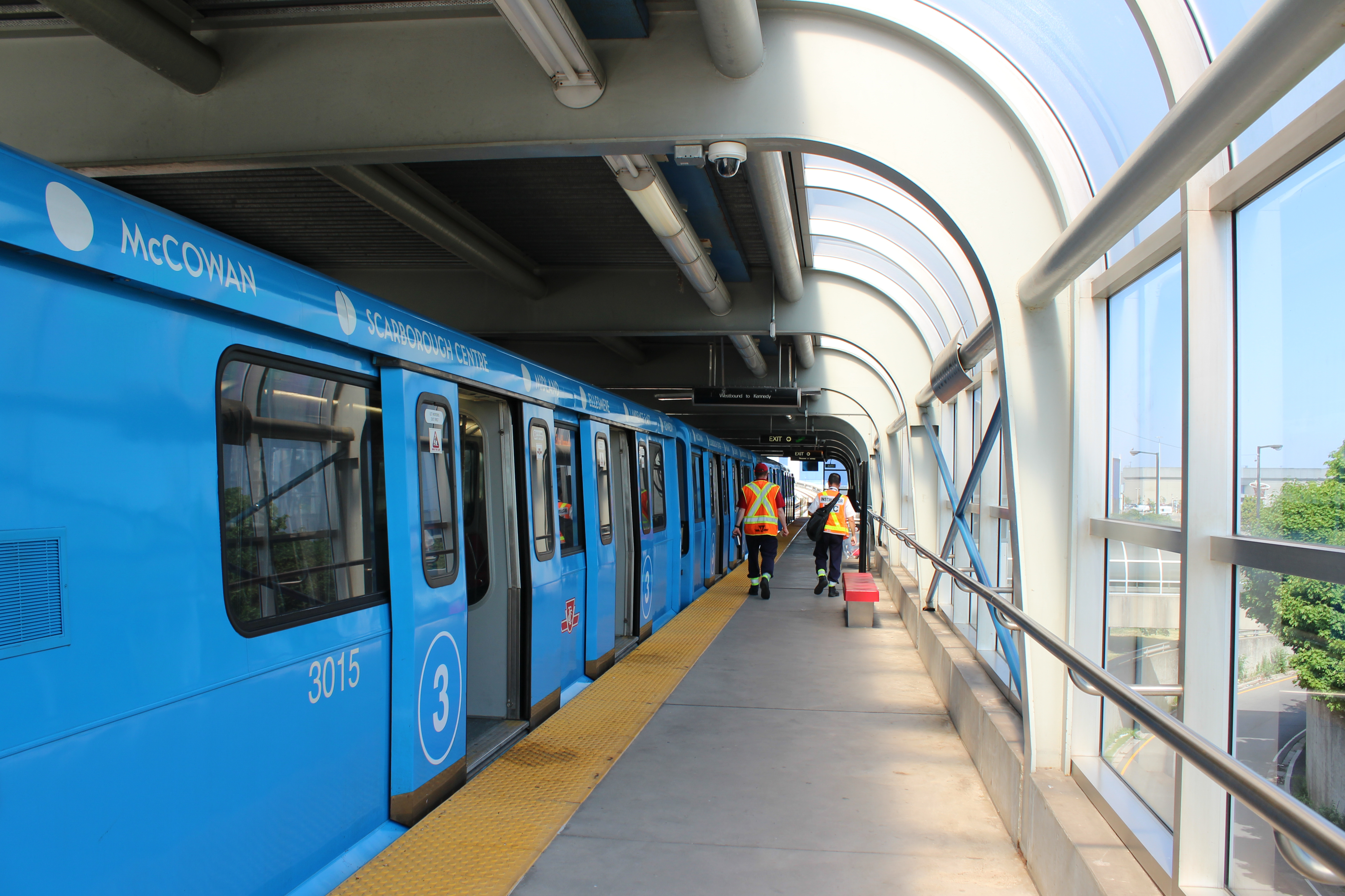
Tuyến 3 Scarborough trước đây của hệ thống tàu điện ngầm Toronto được tích hợp hoàn toàn với mạng lưới đường sắt nặng còn lại, mặc dù sử dụng công nghệ metro nhẹ.

Hệ thống đường sắt công suất trung bình (tiếng Anh: medium-capacity rail system, MCS), còn gọi là metro nhẹ (tiếng Anh: light metro), là hệ thống vận tải đường sắt có năng lực vận chuyển lớn hơn đường sắt nhẹ, nhưng nhỏ hơn các hệ thống metro thông thường. Các đoàn tàu MCS thường có 1–4 toa. Hầu hết các hệ thống đường sắt công suất trung bình được vận hành tự động hoặc sử dụng đoàn tàu kiểu đường sắt nhẹ.
Bởi lượng hành khách là yếu tố quyết định quy mô của một hệ thống metro, các mô hình thống kê sẽ cho phép nhà quy hoạch quyết định quy mô của hệ thống đường sắt phù hợp với khu vực mà nó phục vụ. Khi lượng hành khách được dự báo rơi vào giữa khoảng yêu cầu dịch vụ của một hệ thống đường sắt nhẹ và hệ thống đường sắt nặng hoặc metro, một dự án MCS sẽ được ấn định. MCS cũng có thể là kết quả của việc một hệ thống metro không thể đạt được lượng hành khách cần thiết do những khiếm khuyết trong mạng lưới (ví dụ như chỉ có một đường ray) hoặc những thay đổi về nhân khẩu học.
Trái với các hệ thống đường sắt nhẹ, MCS được vận hành trên phần đường tách biệt hoàn toàn. Trong một số trường hợp, khoảng cách giữa các ga sẽ dài hơn nhiều so với các mạng lưới đường sắt nặng thông thường. MCS cũng có thể sẽ phù hợp cho các tuyến nhánh kết nối tới một loại hình vận tải công suất lớn khác, ví dụ như sân bay hoặc một tuyến chính trong mạng lưới metro.

## Định nghĩa

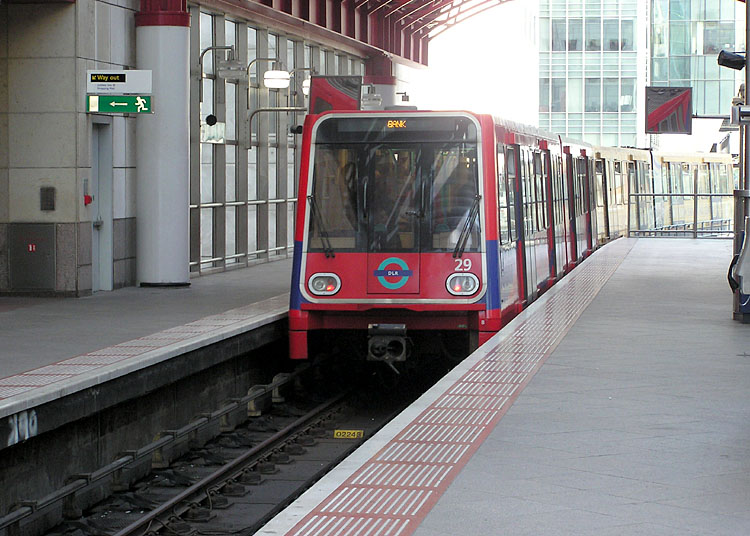
Một đoàn tàu Docklands Light Railway đang rời ga DLR Canary Wharf

Có nhiều định nghĩa về một hệ thống đường sắt năng lực trung bình do chưa có sự chuẩn hóa đối với loại hình này. Thậm chí những bất đồng trong các định nghĩa quốc tế còn có thể được thể hiện ngay trong từng quốc gia. Ví dụ, Bộ Giao thông Đài Loan xác định mỗi hệ thống MCS có thể chở khoảng 6.000–20.000 hành khánh mỗi giờ mỗi chiều (p/h/d hoặc PPHPD), trong khi Cục Công trình Đường sắt đô thị Đài Bắc (TCG) lại cho rằng một hệ thống MCS có khả năng chuyên chở khoảng 20.000–30.000 p/h/d, và một báo cáo của Ngân hàng Thế giới cũng xác định công suất của một MCS là 15.000–30.000 p/h/d. Để so sánh, các hệ thống metro "đường sắt nặng" tiêu chuẩn thường được coi là có năng lực vận chuyển hơn 30.000 p/h/d, trong khi các hệ thống đường sắt nhẹ có khối lượng vận chuyển khoảng 10.000 đến 12.000 p/h/d hoặc 12.000 đến 18.000 p/h/d. Các hệ thống VAL (Véhicule Automatique Léger) được phân loại là hệ thống đường sắt công suất trung bình bởi nhà sản xuất đã xác định năng lực vận chuyển của hệ thống này có thể lên tới 30.000 p/h/d. Tại Hồng Kông, Tuyến MTR Mã An Sơn có thể được phân loại là hệ thống công suất trung bình ở một số yếu tố (tuyến này sử dụng đoàn tàu SP1950 bốn toa, so với các đoàn tàu 7 đến 12 toa trên các hệ thống đường sắt nặng khác) nhưng lại có thể chở được lên tới 32.000 p/h/d, tương đương với một số mạng lưới metro hoàn chỉnh. Thực chất là tuyến này đã được xây dựng theo tiêu chuẩn đường sắt nặng hoàn chính với mục đích mở rộng sau này. Các đoàn tàu 8 toa hoàn chỉnh bắt đầu được triển khai trước, và sau đó tuyến này đã được mở rộng thành Tuyến Đồn Mã vào tháng 6 năm 2021. Hai tuyến còn lại, tuyến Disneyland Resort trung chuyển hành khách tới Hong Kong Disneyland Resort kể từ năm 2005 và tuyến Nam Cảng Đảo kể từ tháng 12 năm 2016, cũng được phân loại là MCS bởi chúng sử dụng các đoàn tàu ngắn hơn và có sức chứa nhỏ hơn, tuy nhiên vẫn áp dụng công nghệ tương tự như các tuyến metro hoàn chỉnh.
Nói chung, công suất trung bình được xác định bởi sức chứa và/hoặc cấu trúc đoàn tàu nhỏ hơn tương đối so với các hệ thống đường sắt nặng trong cùng khu vực. Ví dụ, đoàn tàu của một MCS có thể có cấu trúc ngắn hơn so với hệ thống metro tiêu chuẩn, thường chỉ có 3 (trong một số trường hợp thậm chí chỉ có 2) tới 6 toa tàu, cho phép ke ga ngắn hơn được sử dụng. Thay vì sử dụng bánh sắt, công nghệ metro lốp cao su, ví dụ như hệ thống VAL sử dụng tại Đài Bắc, đôi khi cũng được khuyến nghị do tiếng ồn thấp khi chạy cùng với khả năng leo dốc và ôm cua gắt tốt hơn, cho phép thiết kế linh hoạt hơn.
Các hệ thống đường sắt nặng hoặc metro hoàn chỉnh thường có tần suất chạy tàu từ 10 phút mỗi chuyến hoặc ít hơn trong giờ cao điểm. Một số hệ thống đạt hầu hết các tiêu chí để được phân loại là đường sắt nặng/metro (ví dụ như được phân mức hoàn toàn), nhưng lại có một số khiếm khuyết trong mạng lưới (ví dụ như có đoạn chỉ chạy một đường ray), chỉ có thể hoạt động với tần suất ít hơn (v.d. mỗi 15 phút), khiến công suất chuyên chở hành khách thấp hơn, và sẽ được phân loại chính xác hơn là "metro nhẹ" hoặc "công suất trung bình". Một ví dụ cho điều này là tuyến B/D của LA Metro trong đại dịch COVID-19, do tần suất chạy tàu trên mỗi tuyến bị giảm xuống còn 12-20 phút.

## Thuật ngữ

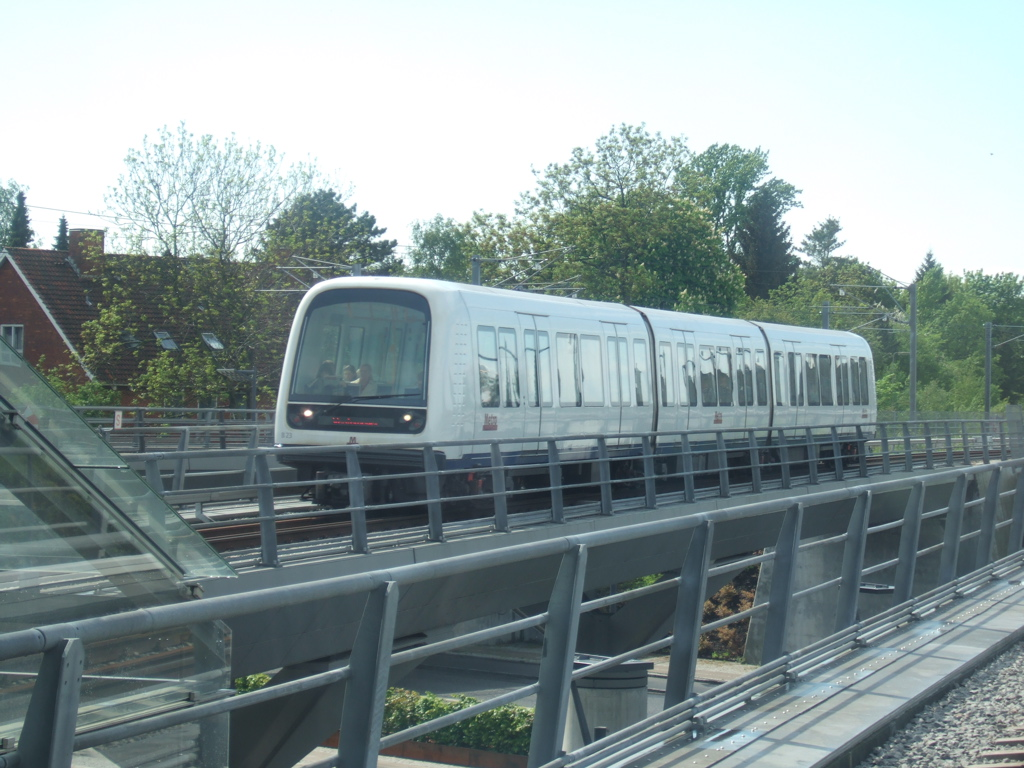
Đoàn tàu của Copenhagen Metro

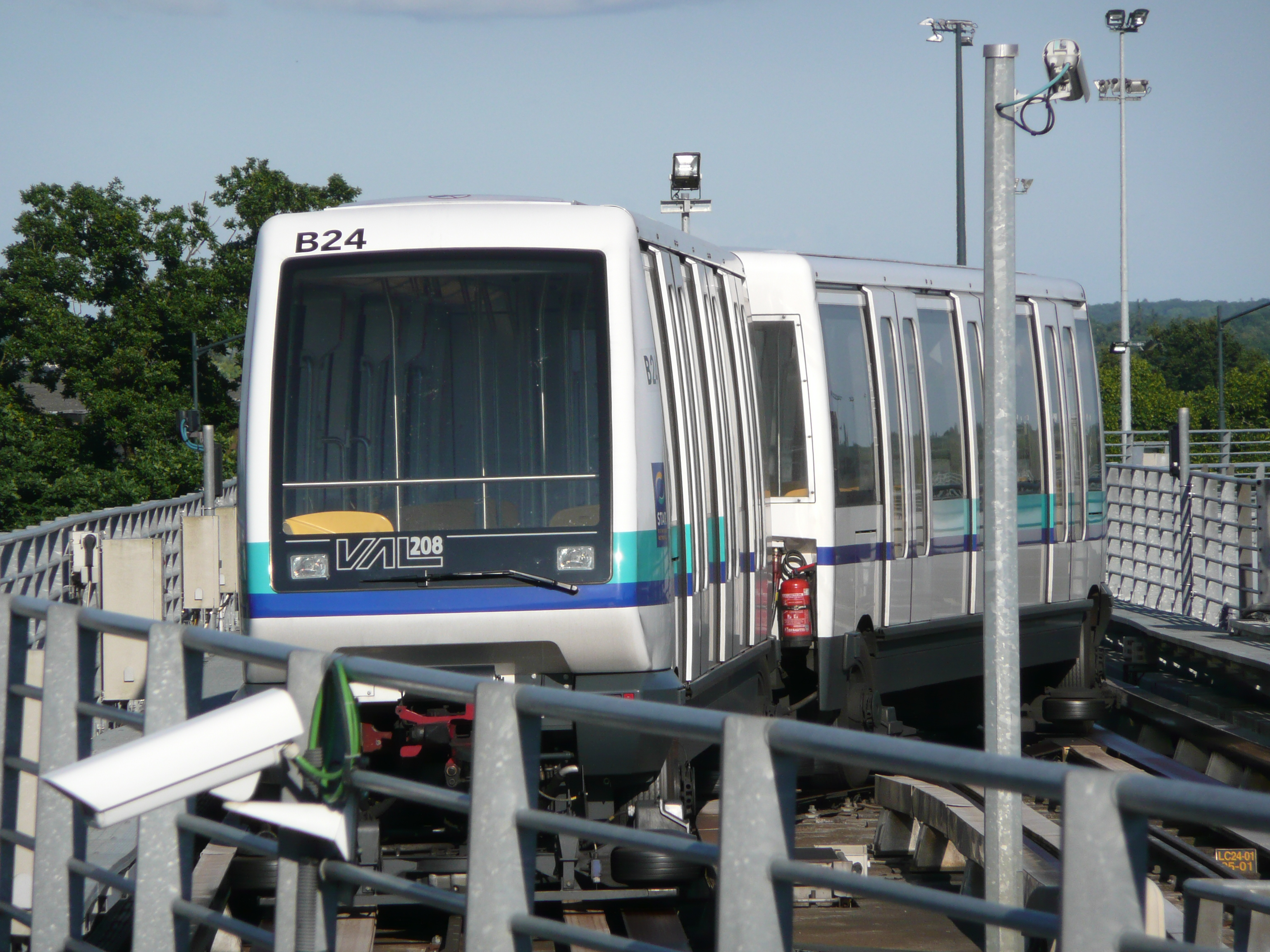
Tàu VAL của Rennes Metro

Ngoài MCS, metro nhẹ (tiếng Anh: light metro) là tên gọi thay thế phổ biến tại các nước châu Âu, Ấn Độ, và Hàn Quốc.

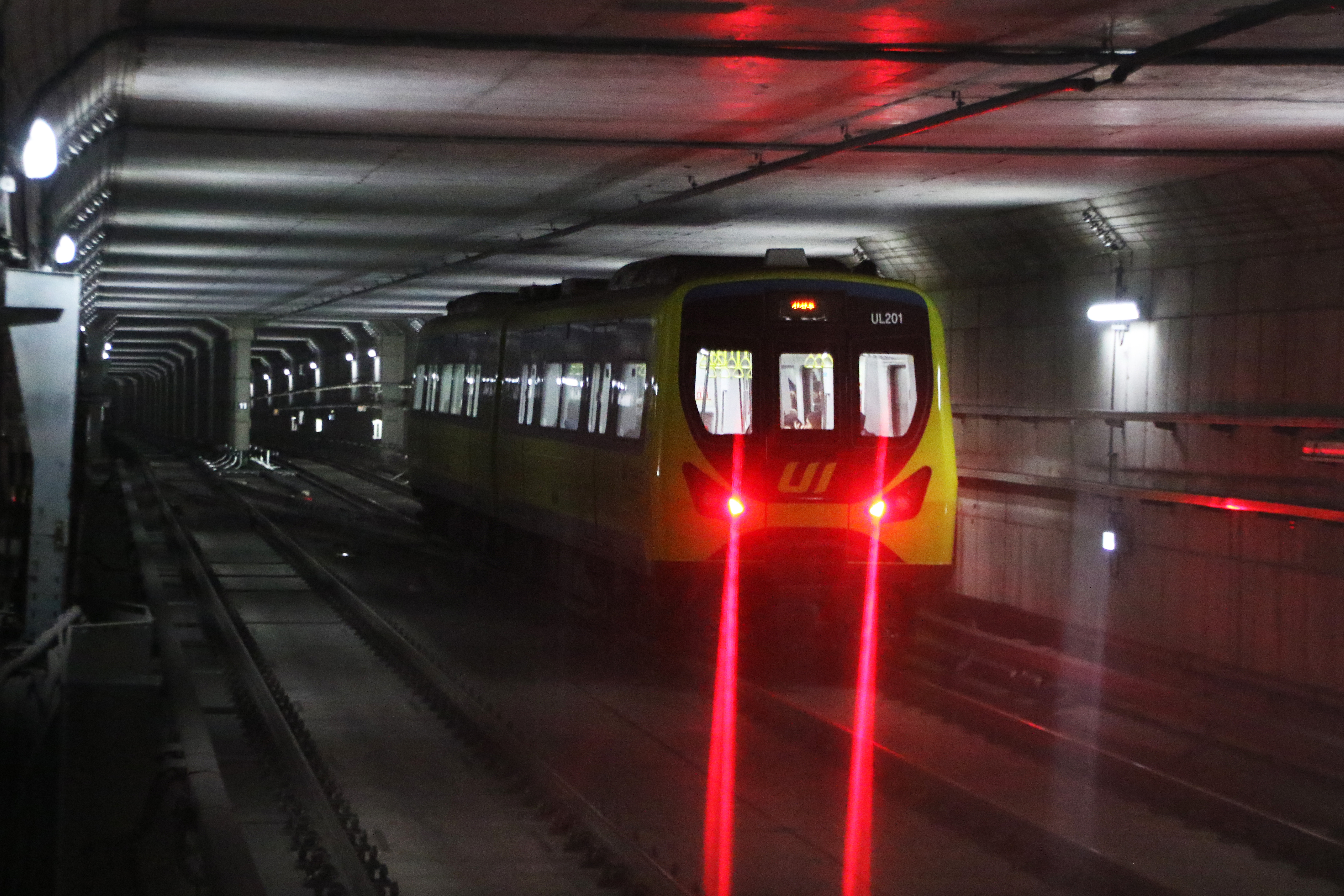
Đoàn tàu Tuyến Ui-Sinseol đang rời ga Công viên Solbat tại Seoul, Hàn Quốc

Tuy nhiên, tại một số quốc gia, các hệ thống metro nhẹ thường được gộp chung với đường sắt nhẹ. Ở Hàn Quốc, từ light rail (đường sắt nhẹ) được sử dụng để dịch thuật ngữ gốc trong tiếng Hàn là "경전철" – nghĩa đen là "metro nhẹ", nhưng ý nghĩa thực chất của thuật ngữ này là "Bất cứ hệ thống vận tải đường sắt nào khác đường sắt nặng, có năng lực chuyên chở nằm giữa đường sắt nặng và xe buýt". Ví dụ, Tuyến U tại Uijeongbu sử dụng hệ thống VAL, một biến thể của hệ thống vận tải đường sắt công suất trung bình, và do đó được LRTA cùng nhiều tổ chức khác phân loại là "metro nhẹ, nhưng nhà vận hành tuyến cũng như các nguồn thông tin tại Hàn Quốc đều gọi Tuyến U là "đường sắt nhẹ". Tàu điện khổ hẹp Busan–Gimhae cũng tương đương như metro nhẹ về mặt ngoại hình và đặc tính, nhưng đơn vị vận hành vẫn gọi nó là "đường sắt nhẹ". Tương tự như vậy, các quan chức và truyền thông tại Malaysia thường gọi Tuyến Kelana Jaya, tuyến Ampang và Sri Petaling là các hệ thống "vận tải đường sắt nhẹ" (light rail transit); khi mới khai trương, những tên gọi tắt của các tuyến này, PUTRA-LRT (Projek Usahasama Transit Ringan Automatik/Dự án Liên doanh Giao thông công cộng Nhẹ Tự động) và STAR-LRT (Sistem Transit Aliran Ringan/Hệ thống Giao thông công cộng Lưu lượng Nhẹ) không có sự phân định rõ ràng giữa đường sắt nhẹ và metro nhẹ. Một số bài viết tại Ấn Độ cũng gọi những hệ thống dạng "metro nhẹ" là "đường sắt nhẹ". Hiệp hội Vận tải Đường sắt nhẹ (LRTA), một tổ chức phi lợi nhuận, cũng phân loại một số hệ thống giao thông công cộng là "metro nhẹ".

## Ưu nhược điểm
Lý do chính khi xây dựng một hệ thống metro nhẹ thay vì metro thông thường là nhằm giảm chi phí, chủ yếu là bởi hệ thống kiểu này sử dụng đoàn tàu và nhà ga có chiều dài ngắn hơn.
Metro nhẹ có thể vận hành nhanh hơn so với các hệ thống metro đường sắt nặng nhờ giảm được thời gian dừng tại các ga cũng như thời gian tăng và giảm tốc do tàu có trọng lượng nhẹ hơn. Ví dụ, các chuyến tàu nhanh của hệ thống tàu điện ngầm Thành phố New York chạy với thời gian nhanh tương đương với Vancouver SkyTrain, nhưng đó là do chúng bỏ qua hầu hết các điểm dừng trên tuyến.
Các hệ thống công suất trung bình bị hạn chế trong việc nâng cấp sức chứa khi lượng hành khách gia tăng. Ví dụ, một khi hệ thống đã vận hành thì sẽ rất khó để mở rộng nhà ga, nhất là với các hệ thống đường sắt ngầm, bởi công việc nâng cấp phải được thực hiện mà không làm ảnh hưởng tới giao thông hiện có. Một số hệ thống đường sắt, như ở Hồng Kông và Vũ Hán, có thể xây dựng trước ke ga dài hơn chẳng hạn, để có thể đón các đoàn tàu có nhiều toa hơn hoặc có toa dài hơn trong tương lai. Ví dụ, hệ thống đường sắt đô thị Đài Bắc đã cho xây dựng tất cả các nhà ga thuộc Tuyến Văn Hồ với không gian rộng hơn, có khả năng đón được thêm hai toa tàu.

## Danh sách hệ thống đường sắt công suất trung bình
Sau đây là danh sách các MCS đang hoạt động được Hiệp hội Vận tải Đường sắt nhẹ (LRTA) phân loại là metro nhẹ tính đến  tháng 3 năm 2018, ngoại trừ một số trường hợp theo ghi chú.
Danh sách này không bao gồm một số hệ thống như monorail hay tàu đệm từ đô thị, mặc dù hầu hết chúng cũng là "hệ thống đường sắt công suất trung bình".
| Quốc gia    | Địa điểm       | Hệ thống | Số tuyến | Năm khai trương  | Ghi chú |
| ----------- | -------------- | --- | -------- | ---------------- | --- |
| Armenia     | Yerevan        | Yerevan Metro | 1        | 1981             | Sử dụng các đoàn tàu 2 và 3 toa |
| Áo          | Viên           | Vienna U-Bahn – Tuyến 6 | 1        | 1989             | Sử dụng các đoàn tàu sàn thấp T và T1 do Bombardier Transportation thiết kế, với chiều dài lần lượt là 27,3 mét (90 ft) và 26,8 mét (88 ft), vận hành theo cấu trúc 2 hoặc 4 toa. |
| Bulgaria    | Sofia          | Sofia Metro – Tuyến 3 | 1        | 2020             | Hệ thống phương tiện không người lái – đoàn tàu dài 60 mét (200 ft); Siemens được chọn làm nhà cung cấp công nghệ |
| Canada      | Ottawa         | O-Train – Tuyến Confederation | 1        | 2019             | Mặc dù sử dụng trang thiết bị của các hệ thống đường sắt nhẹ thông thường, Tuyến Confederation đã đạt công suất của một hệ thống "metro nhẹ" hoàn chỉnh nhờ việc chạy các đoạn tàu Alstom Citadis Spirit 2 toa (dài 100m). |
| Canada      | Montreal       | Réseau express métropolitain | 1        | 2023             | Hệ thống phương tiện không người lái. Đơn vị vận hành tự phân loại là metro nhẹ. Đoàn tàu dài 38 mét. |
| Canada      | Vancouver      | SkyTrain | 3        | 1985             | Mặc dù sử dụng trang thiết bị thường thấy trong các hệ thống công suất trung bình, tuyến Expo đã đạt công suất của một hệ thống "rapid transit" hoàn chỉnh do dùng các đoàn tàu Bombardier Innovia Metro 4 và 6 toa có chiều dài lớn hơn. Tuy nhiên, Tuyến Canada chỉ hoạt động với các đoàn tàu Rotem 2 toa. |
| Trung Quốc  | Bắc Kinh       | Tàu điện ngầm Bắc Kinh – Tuyến Yến Phòng, Tuyến Sân bay tốc hành                                                                          | 2        | 2008             | Tuyến sân bay tốc hành sử dụng đoàn tàu loại L 4 toa, dài 60m. Tuyến Yến Phòng sử dụng đoàn tàu loại B 4 toa, dài 76 mét (249 ft). Cả hai đều chạy không người lái. |
| Trung Quốc  | Trường Xuân    | Đường sắt đô thị Trường Xuân – Tuyến 3, Tuyến 4, Tuyến 8                                                                                  | 3        | 2002             | Cả ba tuyến dùng đoàn tàu đường sắt nhẹ, trong đó tuyến 3 còn có một số điểm giao cắt cùng mức. |
| Trung Quốc  | Đại Liên       | Tàu điện ngầm Đại Liên – Tuyến 3, Tuyến 12, Tuyến 13                                                                                      | 3        | 2002             | Sử dụng đoàn tàu loại B 4 toa, một số đoàn tàu trên tuyến 3 chỉ có 2 toa. |
| Trung Quốc  | Phật Sơn       | Tàu điện ngầm Phật Sơn – Tuyến 1 (Tàu điện Nam Hải)                                                                                       | 1        | 2021             | Tuyến tàu điện này (còn được gọi là hệ thống Giao thông công cộng Mới Nam Hải) sử dụng các đoàn tàu đường sắt nhẹ, dài 35 mét (115 ft). |
| Trung Quốc  | Quảng Châu     | Tàu điện ngầm Quảng Châu – Tuyến 4, Tuyến 6, Tuyến Quảng Phật, và Hệ thống Vận chuyển Hành khách Tự động Châu Giang Tân Thành (Tuyến APM) | 4        | 2005             | Các tuyến 4 và 6 sử dụng đoàn tàu loại L 4 toa, dài 67m. Tuyến Quảng Phật sử dụng đoàn tàu loại B 4 toa, dài 76 mét (249 ft). Tuyến APM sử dụng 14 toa tàu APM 100 của Bombardier Transportation được lắp ráp tại Pittsburgh, Pennsylvania. |
| Trung Quốc  | Nam Kinh       | Tàu điện ngầm Nam Kinh – Tuyến S6, Tuyến S7, Tuyến S8, Tuyến S9                                                                           | 4        | 2014             | Các tuyến S6, S7 và S8 sử dụng đoàn tàu loại B 4 toa, dài 76 mét (249 ft). Tuyến S9 sử dụng đoàn tàu loại B 3 toa, dài 57 m. |
| Trung Quốc  | Thượng Hải     | Tàu điện ngầm Thượng Hải – Tuyến 5 (nhánh), Tuyến 6, và Tuyến Phố Giang                                                                   | 3        | 2003             | Tuyến 5 nhánh và tuyến 6 sử dụng đoàn tàu loại C 4 toa, dài 76 mét (249 ft). Tuyến Phố Giang sử dụng 11 toa tàu APM 300 của Bombardier Transportation. |
| Trung Quốc  | Thiên Tân      | Tàu điện ngầm Thiên Tân – Tuyến 9 | 1        | 2004             | Tuyến 9 sử dụng đoàn tàu loại B 4 toa, dài 76 mét (249 ft). |
| Trung Quốc  | Vũ Hán         | Tàu điện ngầm Vũ Hán – Tuyến 1 | 1        | 2004             | Tuyến 1 sử dụng đoàn tàu loại B 4 toa, dài 76 mét (249 ft). |
| Trung Quốc  | Hồng Kông      | Tuyến Disneyland Resort | 1        | 2005             | Sử dụng đoàn tàu 4 toa không người lái. |
| Trung Quốc  | Hồng Kông      | Tuyến Nam Cảng Đảo | 1        | 2016             | Sử dụng đoàn tàu S-Train 3 toa. Được phân loại là "hệ thống vận tải đường sắt công suất trung bình". |
| Trung Quốc  | Ma Cao         | Đường sắt nhẹ Ma Cao | 1        | 2019             | Sử dụng đoàn tàu APM Mitsubishi Heavy Industries Crystal Mover với bánh lốp cao su chạy trên đường ray bê tông. Mitsubishi cung cấp 55 đoàn tàu 2 toa tự động hoàn toàn (không người lái) và sử dụng hệ thống APM lốp cao su. Chúng có sức chứa lên tới 476 hành khách. |
| Đan Mạch    | Copenhagen     | Copenhagen Metro | 4        | 2002             | Hệ thống phương tiện không người lái. Sử dụng đoàn tàu cấu hình 3 toa, dài 39 mét (128 ft). |
| Pháp        | Lille          | Lille Metro | 2        | 1983             | Hệ thống vận chuyển hành khách tự động VAL. Sử dụng đoàn tàu 2 toa, dài 26 mét (85 ft), năng lực chuyên chở 208–240 người mỗi chuyến (tùy vào mẫu đoàn tàu VAL 206 hoặc VAL 208). UrbanRail.net mô tả đây là một "thế hệ hệ thống metro mới". |
| Pháp        | Lyon           | Lyon Metro | 4        | 1978             | Sử dụng đoàn tàu không người lái, cấu hình 2 hoặc 3 toa, dài từ 36 mét (118 ft) đến 54 mét (177 ft). Có thể chở 252 đến 325 người mỗi chuyến. |
| Pháp        | Marseille      | Marseille Metro | 2        | 1977             | Sử dụng đoàn tàu 4 toa, dài 65 mét (213 ft). |
| Pháp        | Paris          | Orlyval | 1        | 1991             | Hệ thống vận chuyển hành khách tự động VAL, sử dụng đoàn tàu VAL 206. |
| Pháp        | Rennes         | Rennes Metro | 2        | 2002             | Hệ thống vận chuyển hành khách tự động VAL – mặc dù khoảng cách giữa các chuyến chỉ là 80 giây, mỗi đoàn tàu chỉ có thể chở được 158 người. Được mô tả là một "tuyến metro mini". |
| Pháp        | Toulouse       | Toulouse Metro | 2        | 1993             | Mặc dù là một hệ thống VAL, LRTA lại mô tả đây là hệ thống "Metro". Trong khi đó, UrbanRail.net gọi đây là một "hệ thống VAL metro nhẹ". |
| Hungary     | Budapest       | Tàu điện ngầm Budapest – Tuyến 1 | 1        | 1896             | Sử dụng đoàn tàu 3 toa, dài 30 mét (98 ft) có thể chở tới 190 hành khách. |
| Ấn Độ       | Gurgaon        | Rapid Metro Gurgaon | 1        | 2013             | Hệ thống phương tiện không người lái. Tuyến này được thiết kế với khả năng chở lên tới 30.000 hành khách mỗi giờ. Một số bài viết xác định hệ thống này là "metro nhẹ". |
| Indonesia   | Jakarta        | Jakarta LRT | 1        | 2019             | Jakarta LRT là tuyến đầu tiên tại Jakarta áp dụng hệ thống ray thứ ba. Nó sử dụng đường ray khổ tiêu chuẩn (1435 mm). Mỗi đoàn tàu có thể chở 270-278 hành khách |
| Indonesia   | Jakarta        | Jabodebek LRT | 2        | 2023             | Tuyến đường sắt khổ tiêu chuẩn trên cao này được điện khí hóa bằng hệ thống ray thứ ba 750V DC. Hệ thống tín hiệu dạng khối di chuyển (moving block) cho phép thời gian gián cách giữa các chuyến đạt 2–3 phút. |
| Indonesia   | Palembang      | Palembang LRT | 1        | 2018             | Sử dụng đoàn tàu 3 toa |
| Ý           | Brescia        | Brescia Metro | 1        | 2013             | Sử dụng đoàn tàu 3 toa, dài 39 mét (128 ft). |
| Ý           | Catania        | Catania Metro | 1        | 1999             | Tần suất chạy tàu bị giới hạn ở mốc 15 phút mỗi chuyến do có đoạn đường chạy cùng mức, chỉ có một đường ray. Hiện tại hệ thống đang triển khai nâng cấp lên đường ray đôi trên một đoạn tuyến dài 4,6 kilômét (2,9 mi). |
| Ý           | Genova         | Genoa Metro | 1        | 1990             | Thường được coi là "metro nhẹ" do tần suất hoạt động thấp, thời gian hoạt động giới hạn và sức chứa hạn chế. LRTA phân loại đây là "đường sắt nhẹ". |
| Ý           | Milano         | MeLA Tàu điện ngầm Milano: Tuyến 4 và Tuyến 5                                                                                             | 3        | 1999, 2013, 2022 | Hệ thống phương tiện không người lái. Sử dụng đoàn tàu 4 toa, dài 50,5 mét (166 ft), sức chứa 536 hành khách. |
| Ý           | Napoli         | Naples Metro | 1        | 1993             | Tuyến 6 được phân loại là "metro nhẹ", với tần suất chạy tàu chỉ là 16 phút mỗi chuyến. Tuyến 1 có một đoạn hầm chạy đường ray đơn. |
| Ý           | Perugia        | MiniMetro | 1        | 2008             | LRTA xác định hệ thống này là "metro nhẹ", trong khi một hệ thống tương tự tại Laon, đã ngưng hoạt động vào năm 2016, lại được phân loại là "monorail dây cáp". |
| Ý           | Torino         | Turin Metro | 1        | 2006             | Hệ thống vận chuyển hành khách tự động VAL. |
| Nhật Bản    | Hiroshima      | Tuyến Astram | 1        | 1994             | Hệ thống phương tiện không người lái. Một phần nhỏ của đoạn ngầm được xây dựng theo tiêu chuẩn metro. |
| Nhật Bản    | Kobe           | Kobe New Transit | 2        | 1981, 1990       | Tuyến Port Island và Tuyến Rokkō Island đều sử dụng đoàn tàu 4 toa (300 người mỗi tàu), nhưng ke ga được thiết kế có thể đón các đoàn tàu 6 toa. |
| Nhật Bản    | Osaka          | Tuyến Nankō Port Town | 1        | 1981             | Sử dụng đoàn tàu 4 toa, nhưng ke ga được thiết kế có thể đón các đoàn tàu 6 toa. |
| Nhật Bản    | Saitama        | New Shuttle | 1        | 1983             | Sử dụng đoàn tàu lốp cao su 6 toa vận hành thủ công. |
| Nhật Bản    | Tokyo          | Nippori-Toneri Liner | 1        | 2008             | Sử dụng đoàn tàu 5 toa không người lái. |
| Nhật Bản    | Tokyo          | Yurikamome | 1        | 1995             | Sử dụng đoàn tàu 6 toa không người lái. |
| Nhật Bản    | Yokohama       | Tuyến Kanazawa Seaside | 1        | 1989             | Hệ thống phương tiện không người lái. |
| Malaysia    | Kuala Lumpur   | Rapid KL – Tuyến Kelana Jaya, Tuyến Ampang, Tuyến Sri Petaling, Tuyến Shah Alam                                                           | 4        | 1998, 1996       | - Tuyến Kelana Jaya: sử dụng 2 mẫu đoàn tàu - Bombardier Innovia Art 200: cấu hình 2 toa và 4 toa hỗn hợp - Bombardier Innovia Metro 300: cấu hình 4 toa - Các tuyến Ampang và Sri Petaling: sử dụng đoàn tàu CRRC Zhuzhou LRV 6 toa - Tuyến Shah Alam: sử dụng đoàn tàu CRRC Light Rail 3 toa |
| Philippines | Manila         | Tuyến LRT 1 | 1        | 1984             | Ban đầu sử dụng đoàn tàu 2 toa, được cấu hình lại thành 3 toa vào năm 1999, cùng với những đoàn tàu 4 toa được mua mới vào các năm 1999, 2006 và 2022. Tuyến được thiết kế ban đầu với công suất 18.000 p/h/d, đến năm 2006 được tăng lên 40.000 p/h/d. Được LRTA phân loại là "đường sắt nhẹ". |
| Philippines | Manila         | Tuyến MRT 3 | 1        | 1999             | Sử dụng đoàn tàu 3 toa, sức chứa tối đa 1.182 hành khách, thời gian giãn cách 3,5-4 phút mỗi chuyến. Năm 2022, các đoàn tàu 4 toa với sức chứa tối đa 1.576 hành khách được giới thiệu. Tuy nhiên, tuyến chỉ được thiết kế với công suất 23.000 p/h/d, có thể mở rộng lên 48.000 p/h/d. |
| Nga         | Moskva         | Tàu điện ngầm Moskva: Tuyến 12 – Tuyến Butovskaya                                                                                         | 1        | 2003             | Có thể chuyên chở 6.700 p/h/d. Sử dụng đoàn tàu 3 toa, dài ~85 mét (279 ft) |
| Singapore   | Singapore      | Singapore MRT: Tuyến Vòng tròn, Tuyến Trung tâm và Tuyến Khu vực Jurong (trong tương lai)                                                 | 3        | 2009, 2013, 2027 | Tuyến Vòng tròn sử dụng các đoàn tàu Alstom C830 và C830C theo cấu hình 3 toa, với sức chứa 931 hành khách. Tuyến Trung tâm sử dụng đoàn tàu Bombardier C951 & C951A cũng theo cấu hình 3 toa và sức chứa 931 hành khách. Tuyến Khu vực Jurong sẽ triển khai mẫu tàu Hyundai Rotem J151 theo cấu hình 3 toa, sức chứa 600 hành khách. |
| Hàn Quốc    | Busan          | Tàu điện ngầm Busan: Tuyến 4 | 1        | 2009             | LRTA không đề cập tới tuyến này, trong khi UrbanRail.net thì phân loại đây là "metro nhẹ". |
| Hàn Quốc    | Busan          | Tàu điện khổ hẹp Busan–Gimhae | 1        | 2011             | Hệ thống phương tiện không người lái. Sử dụng đoàn tàu 2 toa. LRTA không đề cập tới tuyến này, nhưng đơn vị vận hành tự phân loại đây là hệ thống "đường sắt nhẹ". |
| Hàn Quốc    | Gimpo          | Gimpo Goldline | 1        | 2019             | Mỗi đoàn tàu gồm 2 toa và chạy không có người lái. |
| Hàn Quốc    | Incheon        | Tàu điện ngầm Incheon: Tuyến 2 | 1        | 2016             | Mỗi đoàn tàu gồm 2 toa và chạy không có người lái. |
| Hàn Quốc    | Seoul          | Ui LRT | 1        | 2017             | Mỗi đoàn tàu gồm 2 toa và chạy không có người lái. |
| Hàn Quốc    | Seoul          | Tuyến Sillim | 1        | 2022             | Mỗi đoàn tàu gồm 2 toa và chạy không có người lái. |
| Hàn Quốc    | Uijeongbu      | Tuyến U | 1        | 2012             | - Hệ thống không người lái VAL. Sử dụng đoàn tàu 2 toa. - Được LRTA và một số tổ chức phân loại là "metro nhẹ", tuy nhiên cũng có một số bài viết gọi đây là "đường sắt nhẹ". |
| Hàn Quốc    | Yongin         | Yongin Everline | 1        | 2013             | Áp dụng hệ thống phương tiện không người lái. |
| Tây Ban Nha | Barcelona      | Barcelona Metro: Tuyến 8 và Tuyến 11 | 2        | 2003             | Hệ thống phương tiện không người lái. Sử dụng đoàn tàu cấu hình 2 toa. LRTA cũng phân loại Tuyến 8 là "metro nhẹ". |
| Tây Ban Nha | Málaga         | Málaga Metro | 1        | 2014             | Hệ thống có một số điểm giao cắt cùng mức trên đoạn đi nổi của Tuyến 1. Có ít nhất một tờ báo chuyên ngành gọi đây là hệ thống "metro nhẹ". |
| Tây Ban Nha | Palma, Majorca | Palma Metro: Tuyến M1 | 1        | 2007             | Tuyến đi chủ yếu dưới ngầm với tần suất chỉ 15 phút mỗi chuyến và đoàn tàu 2 toa (tối đa 306 hành khách); một nguồn tham khảo còn gọi đây là "đường sắt nhẹ". |
| Tây Ban Nha | Sevilla        | Seville Metro | 1        | 2000             | Sử dụng đoàn tàu dài 31,3 mét (103 ft) với sức chứa tối đa 280 hành khách. Được CAF, nhà sản xuất mẫu đoàn tàu, phân loại là "metro nhẹ". |
| Thụy Sỹ     | Lausanne       | Lausanne Métro | 2        | 1991             | Tuyến M1 sử dụng đoàn tàu đường sắt nhẹ dài 30 mét (98 ft). Tuyến M2 sử dụng đoàn tàu lốp cao su không người lái, có chiều dài 30 mét (98 ft). |
| Đài Loan    | Đài Bắc        | Đường sắt đô thị Đài Bắc: Tuyến Văn Hồ/Nâu và Tuyến Vòng/Vàng                                                                             | 2        | 1996, 2020       | - Tuyến Nâu – sử dụng hệ thống tàu lốp cao su, cấu hình 4 toa; được LRTA phân loại là một phần của hệ thống "metro". - Tuyến Vàng – sử dụng đoàn tàu AnsaldoBreda Driverless Metro 4 toa không người lái, được LRTA phân loại là "metro nhẹ". |
| Đài Loan    | Đài Trung      | Tàu điện ngầm Đài Trung: Tuyến Xanh lá | 1        | 2021             | Sử dụng đoàn tàu 2 toa. |
| Thái Lan    | Bangkok        | Bangkok MRT: Tuyến MRT Tím | 1        | 2016             | Sử dụng đoàn tàu cấu hình 3 toa |
| Thổ Nhĩ Kỳ  | Ankara         | Metro nhẹ Ankaray (Tuyến A1) | 1        | 1996             | Sử dụng đoàn tàu 3 toa dài khoảng 90 mét (300 ft). Được phân loại bởi LRTA là "đường sắt nhẹ" mặc dù đã đạt công suất 27.000 p/h/d. |
| Thổ Nhĩ Kỳ  | Bursa          | Bursaray | 2        | 2002             | Sử dụng toa xe đường sắt nhẹ, tương tự như Frankfurt U-Bahn |
| Thổ Nhĩ Kỳ  | Istanbul       | Tàu điện ngầm Istanbul: Tuyến M1 (Istanbul Hafif Metro)                                                                                   | 1        | 1989             | Sử dụng đoàn tàu cấu hình 4 toa. Tên gọi "Hafif Metro" có nghĩa đen là "Metro nhẹ". Được LRTA phân loại là "đường sắt nhẹ". |
| Thổ Nhĩ Kỳ  | İzmir          | İzmir Metro: Tuyến M1 (İzmir Hafif Rayli Metro Sistemi)                                                                                   | 1        | 2000             | Sử dụng đoàn tàu 5 toa, được nâng cấp từ cấu hình 3 và 4 toa trước đó |
| Anh Quốc    | Glasgow        | Tàu điện ngầm Glasgow | 1        | 1896             | Sử dụng đường ray khổ 4 ft (1.219 mm) và đoàn tàu 3 toa. |
| Anh Quốc    | London         | Docklands Light Railway | 7        | 1987             | Hệ thống phương tiện không người lái. Sử dụng đoàn tàu với cấu hình thường là 2 đến 3 toa. Được LRTA phân loại là "đường sắt nhẹ". |
| Anh Quốc    | Tyne và Wear   | Tàu điện ngầm Tyne và Wear | 2        | 1980             | Sử dụng đoàn tàu 2 toa với 7 điểm giao cắt cùng mức; về bản chất đây là một hệ thống bán metro system. |
| Hoa Kỳ      | Detroit        | Detroit People Mover | 1        | 1987             | Được coi là một "hệ thống vận chuyển hành khách tự động" (people mover). |
| Hoa Kỳ      | Honolulu       | Skyline | 1        | 2023             | Sử dụng đoàn tàu Hitachi Rail Italy Driverless Metro 4 toa, dài 78 m (256 ft). |
| Hoa Kỳ      | Miami          | Metromover | 3        | 1986             | Được coi là một "hệ thống vận chuyển hành khách tự động". |
| Hoa Kỳ      | Philadelphia   | Tuyến Cao tốc Norristown (thuộc hệ thống đường sắt SEPTA)                                                                                 | 1        | 1907             | Hoạt động trên "phần đường" đi nổi thuộc sở hữu tư nhân, một số đoạn có 3 đường ray, cho phép vận hành các dịch vụ tàu tốc hành vào giờ cao điểm. Được APTA phân loại là "vận tải đường sắt nhanh nhẹ" (tức là nằm giữa "vận tải nhanh (đường sắt nặng)" và "đường sắt nhẹ"). Mặc dù có ke ga cao và hệ thống cấp điện bằng ray thứ ba, tất cả điểm dừng giữa tuyến đều là các điểm dừng theo yêu cầu và hành khách cần trả tiền vé cho lái tàu lúc lên tàu. Điều này khiến tuyến đường này khó có thể được phân loại, do nó sử dụng cơ sở vật chất và toa xe của metro nhẹ nhưng lại vận hành theo nhiều mặt giống như xe buýt hoặc xe điện bánh hơi. |
| Venezuela   | Maracaibo      | Maracaibo Metro | 1        | 2006             | Sử dụng đoàn tàu 3 toa, dài ~58 mét (190 ft) (ban đầu được thiết kế cho Metro Praha). Được LRTA phân loại là "đường sắt nhẹ". |
| Venezuela   | Valencia       | Valencia Metro | 1        | 2007             | Sử dụng đoàn tàu Siemens SD-460 2 toa, dài ~55 mét (180 ft). Được LRTA phân loại là "đường sắt nhẹ". |

### Đang xây dựng
| Quốc gia | Địa điểm    | Hệ thống          | Dự kiến mở cửa |
| -------- | ----------- | ----------------- | -------------- |
| România  | Cluj-Napoca | Cluj-Napoca Metro | 2026           |

### Các MCS trước đây
Sau đây là danh sách các MCS từng tồn tại, hiện đã phát triển thành hệ thống metro hoàn chỉnh hoặc không còn hoạt động nữa:
- Quảng Châu, Trung Quốc 
  - Tuyến 3 – bắt đầu với cấu hình 3 toa, đến năm 2010 chuyển sang 6 toa.
- Komaki, Nhật Bản 
  - Peachliner – đã ngưng hoạt động vào ngày 30 tháng 9 năm 2006.
- Seoul, Hàn Quốc
  - Tuyến 9 – các đoàn tàu đã được kéo dài từ 4 lên 6 toa vào năm 2019.[63]
- Sa Điền và Mã An Sơn, Hồng Kông
  - Tuyến Mã An Sơn – đã được chuyển đổi từ cấu hình 4 lên 8 toa và nay là một phần của Tuyến Đồn Mã.
- Toronto, Ontario
  - Tuyến 3 Scarborough – Được APTA phân loại là "đường sắt trung bình" (tức là nằm giữa "đường sắt nặng" và "đường sắt nhẹ"),[64] trong khi LRTA phân loại đây là "metro nhẹ".[24] Dịch vụ tàu đã ngừng hoạt động sau một vụ trật bánh váo tháng 7 năm 2023, sẽ được thay thế bằng dịch vụ xe buýt tốc hành.[65]

## Sách tham khảo
- Taplin, Michael. "A world of trams and urban transit". lrta.org. Light Rail Transit Association. Bản gốc lưu trữ ngày 6 tháng 4 năm 2019. Truy cập ngày 25 tháng 11 năm 2024.
- "Metros: Keeping pace with 21st century cities". uitp.org. International Association of Public Transport (tiếng Pháp: L'Union internationale des transports publics (UITP)).
- Schwandl, Robert. "UrbanRail.Net". UrbanRail.Net.